# 高山锦鸡儿
高山锦鸡儿（学名：Caragana alpina），为豆科锦鸡儿属下的一个植物种。